# Tätort
Tätort é um termo sueco designando "lugar povoado com pelo menos 200 habitantes e com menos de 200 m entre as casas". Em português, a palavra pode ser traduzida como "localidade principal", em contraste com "pequena localidade", que é denominada em sueco como småort, "lugar povoado com menos de 200 habitantes e com menos de 150 m entre as casas".   

O Instituto Nacional de Estatística da Suécia define tätort como "lugar povoado contínuo com pelo menos 200 habitantes", e traduz o termo para inglês como "locality". 

O Dicionário da Academia Sueca define tätort como "área com pelo menos 200 habitantes e com menos de 200 m entre as casas" 

Segundo o Instituto Nacional de Estatística da Suécia (Statistiska centralbyrån) existiam 1 979 "localidades principais" (tätorter) em 2015, abrangendo 87% da população da Suécia.

## Alguma "localidades principais" da Suécia (tätorter)
- Karesuando, Comuna de Kiruna, 280 habitantes
- Gärsnäs, Comuna de Simrishamn, 1000 habitantes
- Gislaved, Comuna de Gislaved, 10 037 habitantes
- Linköping, Comuna de Linköping, 104 232 habitantes
- Estocolmo, Comuna de Estocolmo, 1 372 565